# Telelînți, Jmerînka
Telelînți (în ucraineană Телелинці) este localitatea de reședință a comunei Telelînți din raionul Jmerînka, regiunea Vinnița, Ucraina.

## Demografie
Componența lingvistică a localității Telelînți
     Ucraineană (99,27%)
     Alte limbi (0,55%)
Conform recensământului din 2001, majoritatea populației localității Telelînți era vorbitoare de ucraineană (99,27%), existând în minoritate și vorbitori de alte limbi.